# Paulina Woźniak
Paulina Kamila Woźniak (ur. 4 lutego 1992 w Szczecinie) – polska niepełnosprawna pływaczka, srebrna i brązowa medalistka igrzysk paraolimpijskich.
Zawodniczka klubu Start Szczecin. Jej trenerem jest Grzegorz Musztafaga.

## Igrzyska paraolimpijskie 2008 w Pekinie
Wyniki uzyskane podczas zawodów:
- 100 metrów stylem dowolnym - eliminacje 1:10,24 (20. miejsce)
- 100 metrów stylem motylkowym - eliminacje 1:18,55 (16. miejsce)
- 100 metrów stylem klasycznym - eliminacje 1:25,47 (3. miejsce), finał 1:23,90 ( miejsce)
- 200 metrów stylem zmiennym - eliminacje 2:45,33 (7. miejsce), finał 2:46,14 (7. miejsce)

## Odznaczenia
- Złoty Krzyż Zasługi – 2008[1]